# District de Pithoragarh
Le district de Pithoragarh est un district indien situé dans l’État de l'Uttarakhand. En 2011, sa population était de 485 993 habitants.

## Traduction
- (en) Cet article est partiellement ou en totalité issu de l’article de Wikipédia en anglais intitulé « Pithoragarh district » (voir la liste des auteurs).